# Fyziologická sypavka

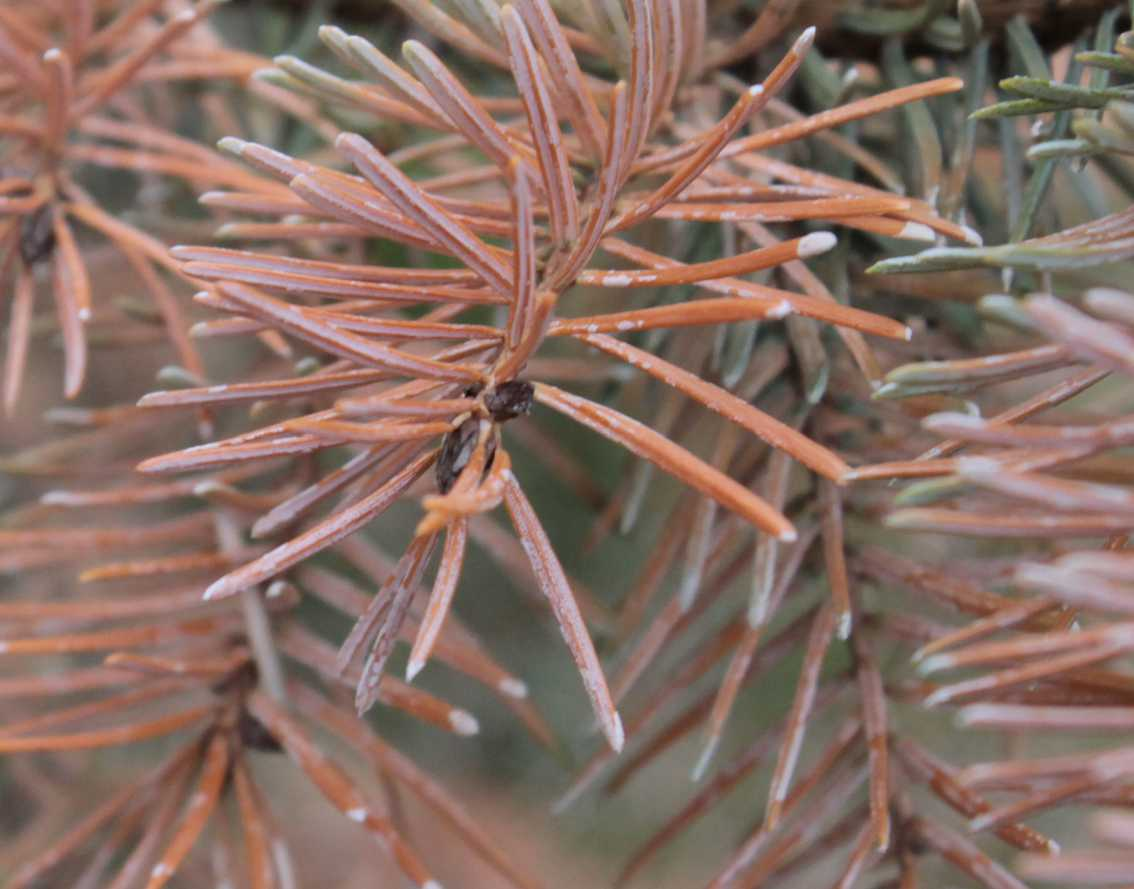
Poškozené jehlice. Na jehlicích stopy fungicidu.

Fyziologická sypavka je poškození jehličnanů způsobené abiotickými faktory. Náhlé silné oteplení během mrazivého jara může poškodit dřeviny. Dochází k silné transpiraci v období, kdy je půda ještě zmrzlá a rostlina trpí nedostatkem dostupné vody.  V důsledku tohoto stavu dochází k poškození usycháním, fyziologickým suchem, které může vést i k úhynu. Poškozeny jsou zejména mladé konce větví. Vážným problémem jsou tato poškození v mladých výsadbách a školkách.

## Příznaky
Zčervenání až zhnědnutí jehlic, rychlé odumření jehlic. Nejdříve poškozeny jsou nejmladší letorosty.

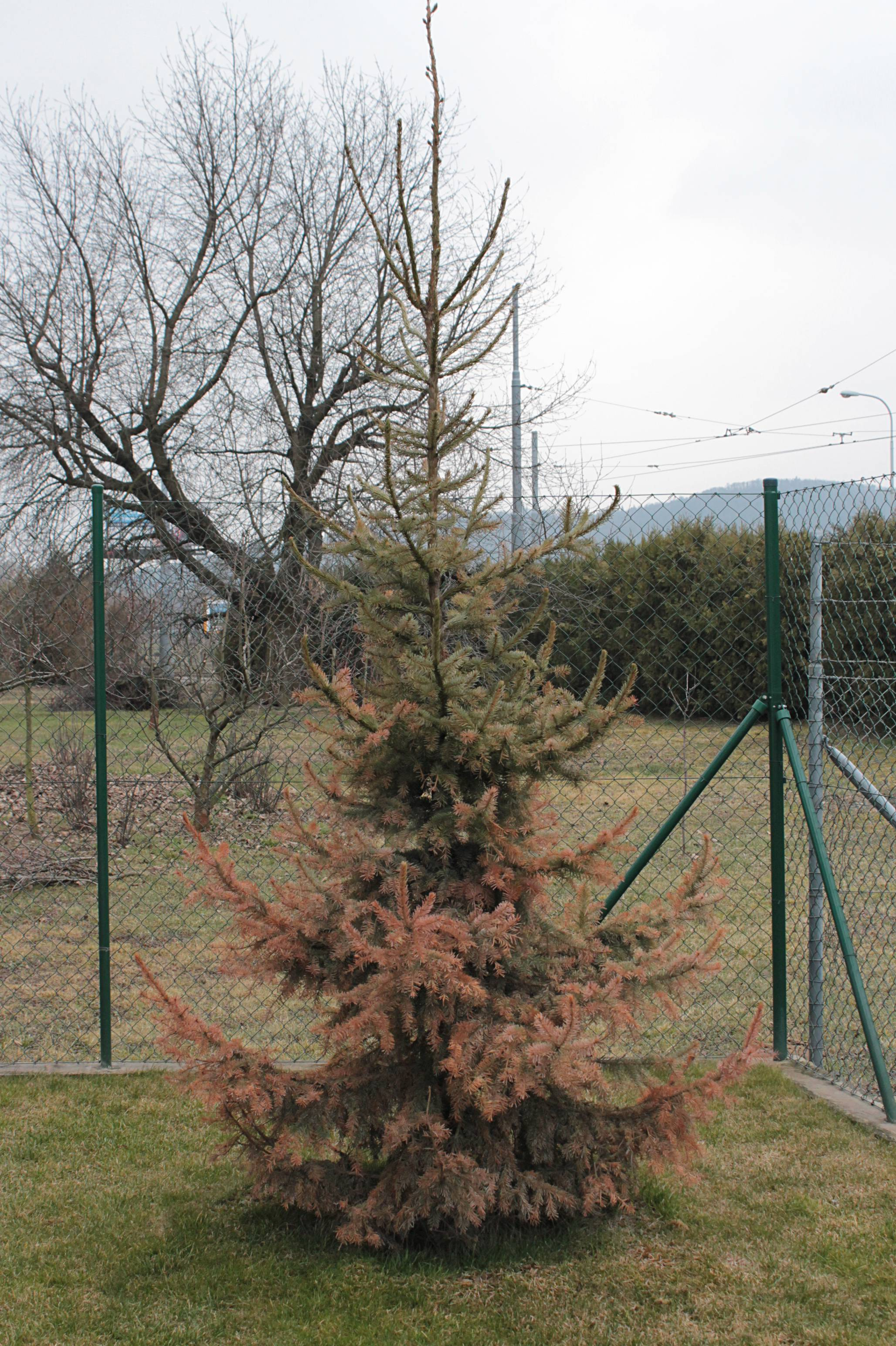
Poškozená dřevina smrk omorika (Picea omorica)

## Příčiny poškození
Při náhlých a výrazných zimních oblevách nebo při prudkém oteplení výrazně nad nulu a jasném počasí, kdy jsou větve stromů znatelně ohřívány, dochází k relativně silné transpiraci. Ztráty vody přitom nemohou být dostatečně doplněny z půdy, která je při povrchu zmrzlá. Půda je sice dostatečně vlhká, ale fyziologicky suchá. Příjem vody z půdy je limitován jednak nedostatečnou aktivitou dýchání kořenů a jednak odporem pohybu vody v půdě. Obsah vody v pletivech se snižuje pod únosnou míru. Důsledkem této ztráty vody je smrštění obsahu buněk a nasátí vzduchu. Tato situace je označována jako „fyziologická sypavka“ či „zimní vysychání“.

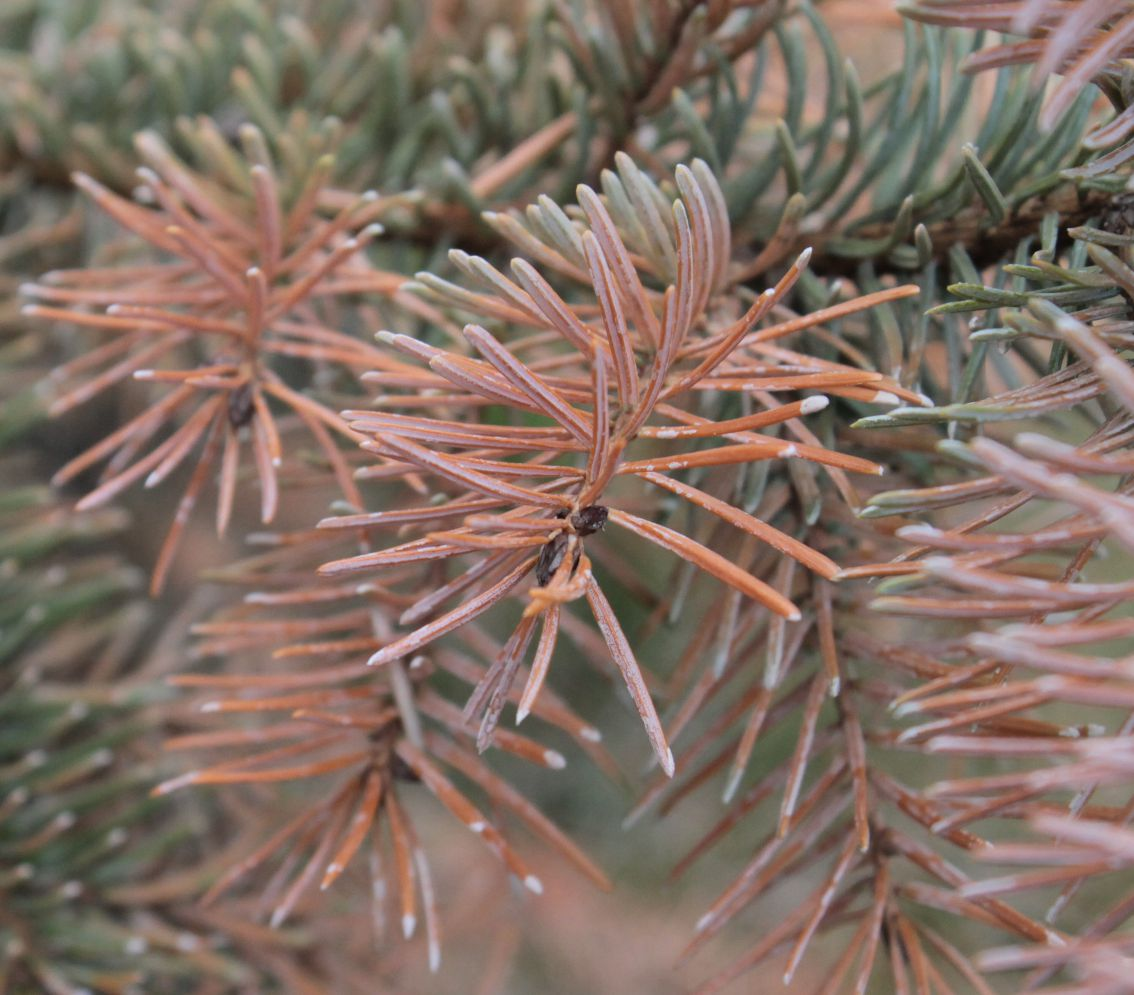
Jehlice jsou poškozeny fyziologickým suchem.
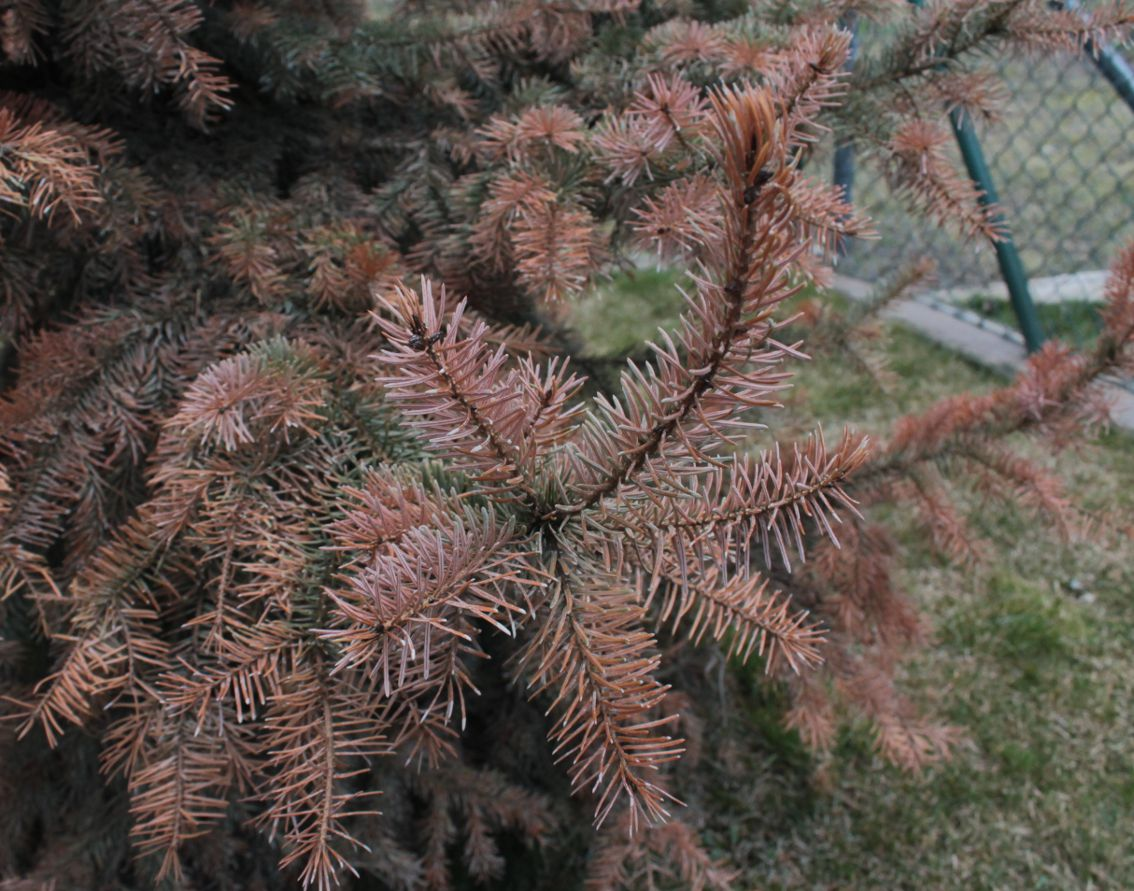
Poškozeny jsou zejména mladé konce větví.
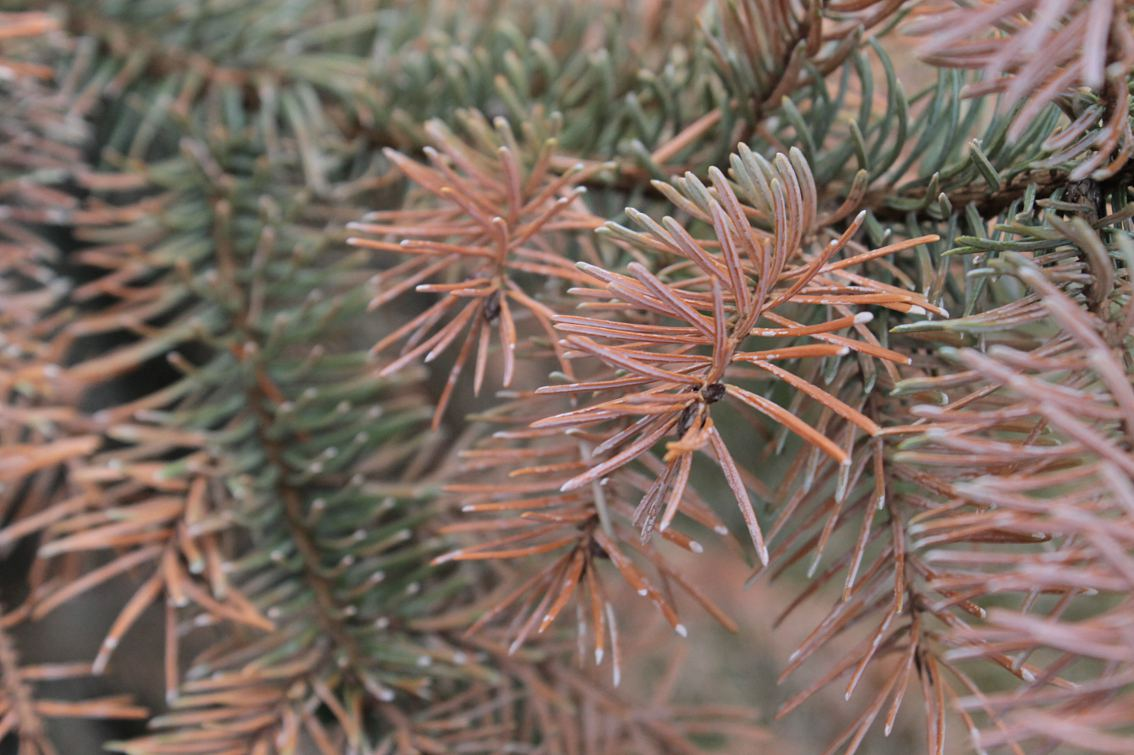
Rychlost a míra poškození je ovlivněna počasím, intenzitou svitu, teplotami. Skryté, neoteplované nebo vodou lépe zásobené části rostliny bývají poškozeny méně.
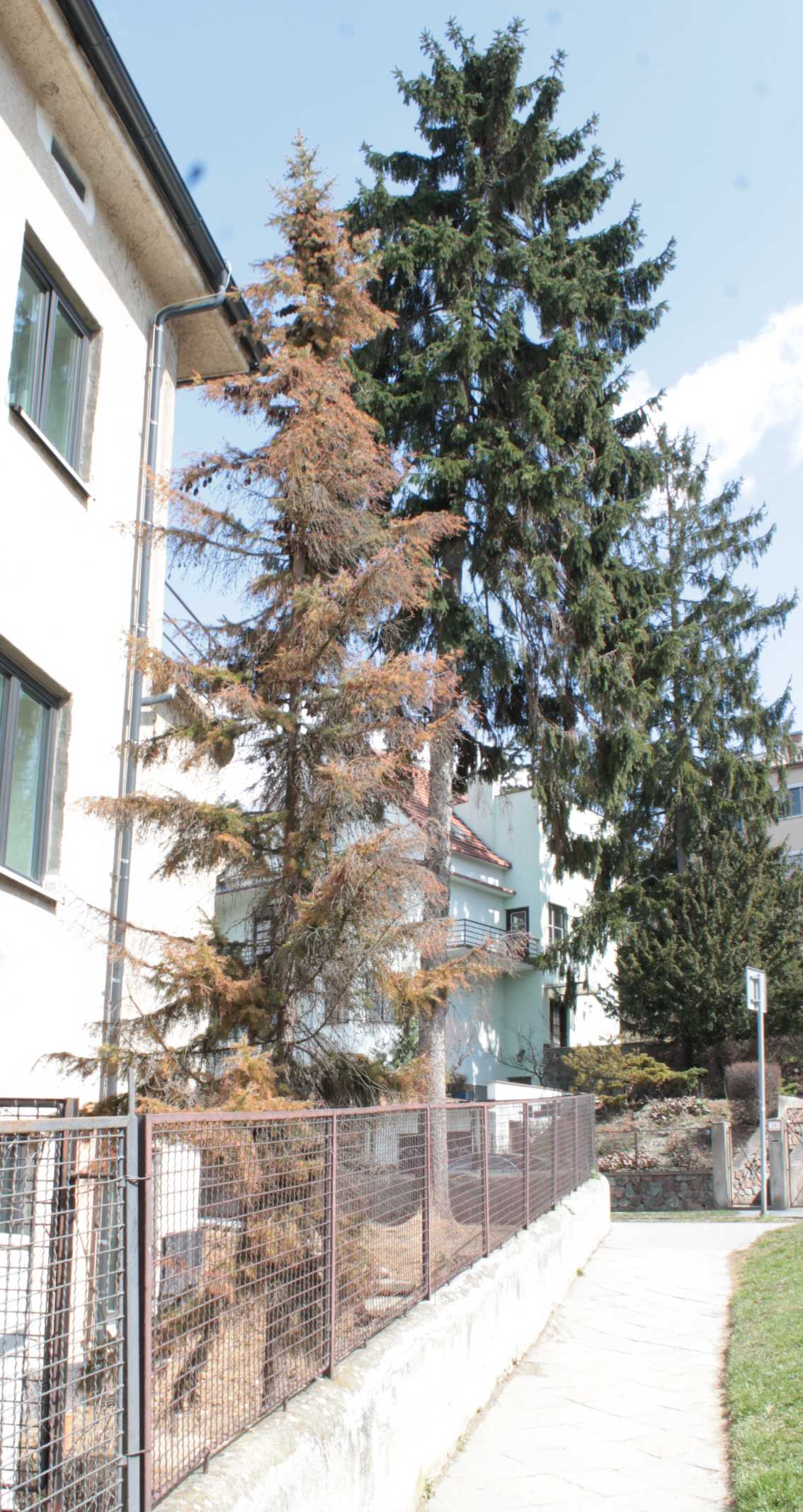
Vzrostlá dřevina zničená fyziologickým suchem.